# Hatgal
Hatgal (in mongolo Хатгал) è una cittadina della Mongolia, si trova nella provincia del Hôvsgôl, nel distretto (sum) di Alag-Ėrdėnė. La città si trova all'estremità meridionale del lago Hôvsgôl. Prima del 1933 è stata il capoluogo della provincia.

## Storia
Hatgal è sorta nel 1727 come accampamento e punto di controllo. Nel 1910 era un piccolo insediamento attraverso il quale passavano i commerci con la Russia. Nel 1914 fu installata una linea telegrafica tra il punto di confine russo di Mondy e la città di Uliastaj via Hatgal e nel 1921 circa 150 coloni russi vi si erano insediati. Nello stesso anno divenne un centro amministrativo della zona e nel 1931 il capoluogo della neo-costituita provincia del Hôvsgôl, ma solo fino al 1933 quando l'amministrazione passò a Môrôn.
Hatgal aveva 7 000 abitanti e una centrale elettrica nel 1990, ma la chiusura di un locale lanificio e le difficoltà nei trasporti hanno portato a un alto tasso di migrazione, lasciando solo 3 756 abitanti nel 1994 e 2.498 al censimento del 2000. L'ultima stima ufficiale (dicembre 2006) parla di 2 796 abitanti. Nel 2007 Hatgal è stata allacciata alla rete elettrica centrale e al servizio di telefonia cellulare.

## Economia
Hatgal vive ora prevalentemente di turismo, è il punto di partenza di molti accampamenti turistici di ger sulla riva occidentale del Hôvsgôl Nuur. La città ha un aeroporto servito dai voli nazionali della MIAT Mongolian Airlines.

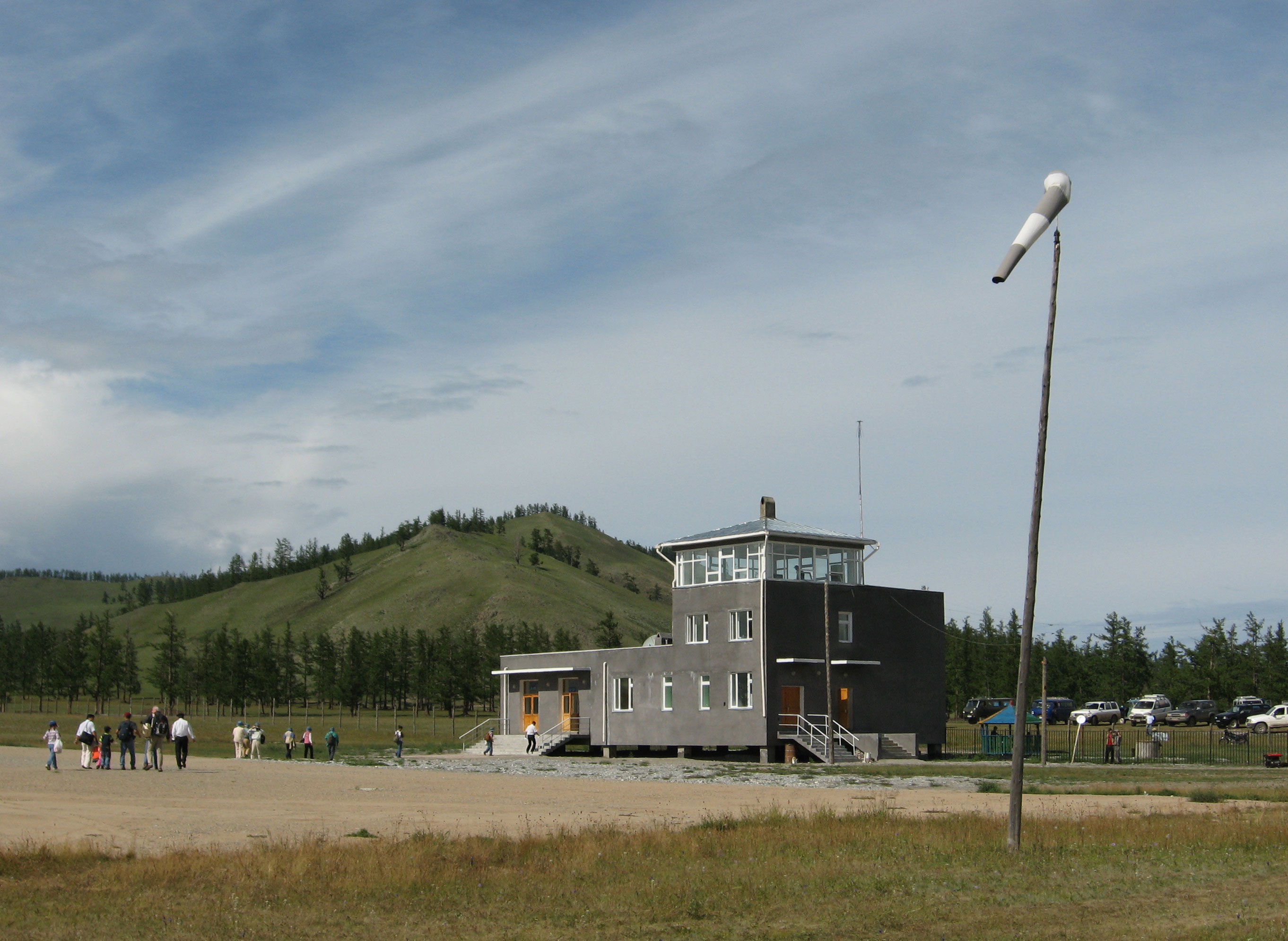
Aeroporto di Hatgal